# GE 88T
As locomotivas Diesel-Elétrica GE 88T foram fabricadas pela GE Transportation nos EUA. Foram compradas no Brasil pela EFSJ em 1957, posteriormente passaram a fazer parte da RFFSA e as unidades remanescentes operam na MRS.